# Загори област
Загори ( грч. Ζαγόρι ), је регија и општина у планинама Пинд у Епиру, у северозападној Грчкој . Седиште општине је село Аспрангело . Има површину од око 1,000 km2 (0,386 sq mi) и садржи 46 села познатих као целна Загори села (или Загороцхориа или Загорохориа), и у облику је окренутог једнакостраничног троугла. Јанина, главни град провинције, налази се на јужној тачки троугла, док југозападну страну чини планина Мицикели (1.810 м). Река Аос која тече северно од планине Тимфе чини северну границу, док југоисточна страна тече дуж реке Варде до планине Мавровоуни (2.100 м) у близини Мецова . Општина има површину од 989.796 км 2. Становника у области има око 3.700, што даје густину насељености од 4 становника по квадратном километру, што је веома мало у поређењу са просеком од 73,8 за Грчку у целини.
Загори је подручје велике природне лепоте, са упечатљивом геологијом и два национална парка, један укључујући реку Аос и клисуру Викос, а други око Валиа Калде, источно од импозантне планине Тимфе прекривене снежним покривачм. Око 46 села у Загорију било је међусобно повезано планинским путевима и традиционалним лучним каменим мостовима све до отварања савремених путева 1950-их. Камени лучни мостови изграђени су од стране добротвора исељеничких трговаца у 18. веку и заменили су старије дрвене мостове.
Регион је био тешко доступан због свог планинског терена који је вероватно допринео његовом јединственом изгледу. Народ Каракачани који се може наћи у овој области користи неколико грчких речи северног грчког дијалекта који се не налазе у грчком језику.  Сходно томе, неки их сматрају аутохтоним у овој области.
Први докази о људском присуству у овој области датирају између 17.000 и 10.000 године п. н. е. Важни епипалеолитски артефакти откривени су из пећине Клеиди на обалама Воидоматиса. У античко време, област Загори је била насељена Тимфејцима и чинила је део древног краљевства Молоса, грчког племена Епира које је у касније доба стекло контролу над целим Епиром. Молоска краљевска кућа владала је Епиром из древног града „Молосис“ који се налазио у близини данашње Конице, на северној граници Загорија, где се спајају реке Воидоматис, Аос и Сарантапорос. Молоси су били познати између осталог по раси великих мастифа које су користили да чувају своја стада од вукова и медведа и који су чак коришћени у рату. Молос, њихов истоимени предак, наводно је рођен у заједници између Неоптолема ( Ахилов син) и Андромахе (жене Хектора од Троје). Неоптолемус, такође зван Пир због своје плаве косе, био је први у низу епирских краљева који су водили до краља Пира из хеленистичког времена који је покренуо неколико кампања против Римљана у Италији. Олимпија, мајка Александра Великог, била је молоска принцеза. Током 9. до 4. века п. н. е., између Монодендрија и Вице постојало је мало насеље Молоса, укључујући камене куће и два гробља која су каније археолозма дала важне налазе. Поред тога, у Скамнелију су пронађени темељи утврђења и гробови из хеленистичког периода. Међутим, током већег дела историјског времена локално становништво је било у малом броју. 

## Фолклор
Јединствени обичаји у овој области се везују за хеленистичке или хришћанске празнике.
Карактеристичне песме туговања (моирологија) прате нарицање и оплакивање мртвих. Погребни обреди укључују ексхумацију костију покојника након периода од 1-3 године. Кости се перу, парфемишу и стављају у дрвени ларнакс и чувају у костурницама које постоје у сваком селу.

## Традиционална архитектура
Историјски гледано, сва села региона Загори су била повезана системом стаза или малих планинских путева и функционисала су више као јединствена целина, него као засебне заједнице.
Села су изграђена око централног трга, који се назива и месохори (центар села) са великом црквом, платаном и јавном чесмом. Калдрмисане улице и пешачке стазе међусобно повезују остатак села. Сваки појединачни кварт има мању цркву.

### Цркве
Већина цркава у Загори датира из 17.–18. века па надаље, а постоје и остаци неких старијих цркава. У већини села главну цркву чини позамашна базилика зидана од камена са дрвеним кровом покривеним глиненом стеном шкриљцем . Украшавају их углавном епирски иконописци у византијском стилу. Кампанил је обично одвојен од цркве.

### Куће
Куће су до 18. века биле једноставне правоугаоне грађевине, често само са приземљем и са помоћним просторима у подруму који су се користиле као штале. Куће су грађене од камена који постоји по околним брдима и имају кров од камених плоча (од кречњака или пешчара) које се држе и подупиру без цемента, само тежином црепова изнад њих.
Новији тип градње се развијао кроз 18. и 19. век у сложеније стилове све до вишеспратних кућа које су градиле богатије породице. Многе куће су ограђене двориштем или баштом. Дворишна капија је сама по себи грађевина и покривена је каменим кровом и повезује кућу са остатком села. Главна кућа је изграђена са зидовима дебљине до метар који могу имати унутрашњи одељак за песак за изолацију од хладноће.
Неколико ових старих имања је преживело, али већина је пропала.

### Мостови
Више од 160 лучних мостова изграђено је на ширем подручју Загорија, од којих су многи и данас у функцији и служе за прелазак путника преко бројних река и потока у области. Углавном су их градили локални мајстори у 18. и 19. веку од камена. Ови мостови обично имају један до три лука који се на грчком називају "камарес" . Један од најпознатијих је мост Плакидас са три лука, познат и као Калогерико, у близини села Кипои (Κηποι).

## Клисура Викос
Клисура Викос или кањон Викос у срцу Националног парка Викос–Аос је најимпресивнија природна карактеристика региона. Река протиче кроз клисуру Викос која је дуга око 38 км. Река Воидоматис извире у клисури Викос, а затим наставља да тече кроз сопствену мању клисуру и улива се у реку Аос . Клисура Викос са својих 990 метара дубине је једна од најдубљих клисура на свету сразмерно својој ширини. Клисура Викос је такође локалитет од великог научног интереса, јер је у готово нетакнутом природном стању, без људске активности. То је дом за неколико угрожених врста.

## УНЕСКО
УНЕСКО је ову област због својих природних лепота и изузетне важности на глобалном нивоу 2023. године уврстио на листу локалитета Светске културне баштине.